# Wolfgang Van Halen

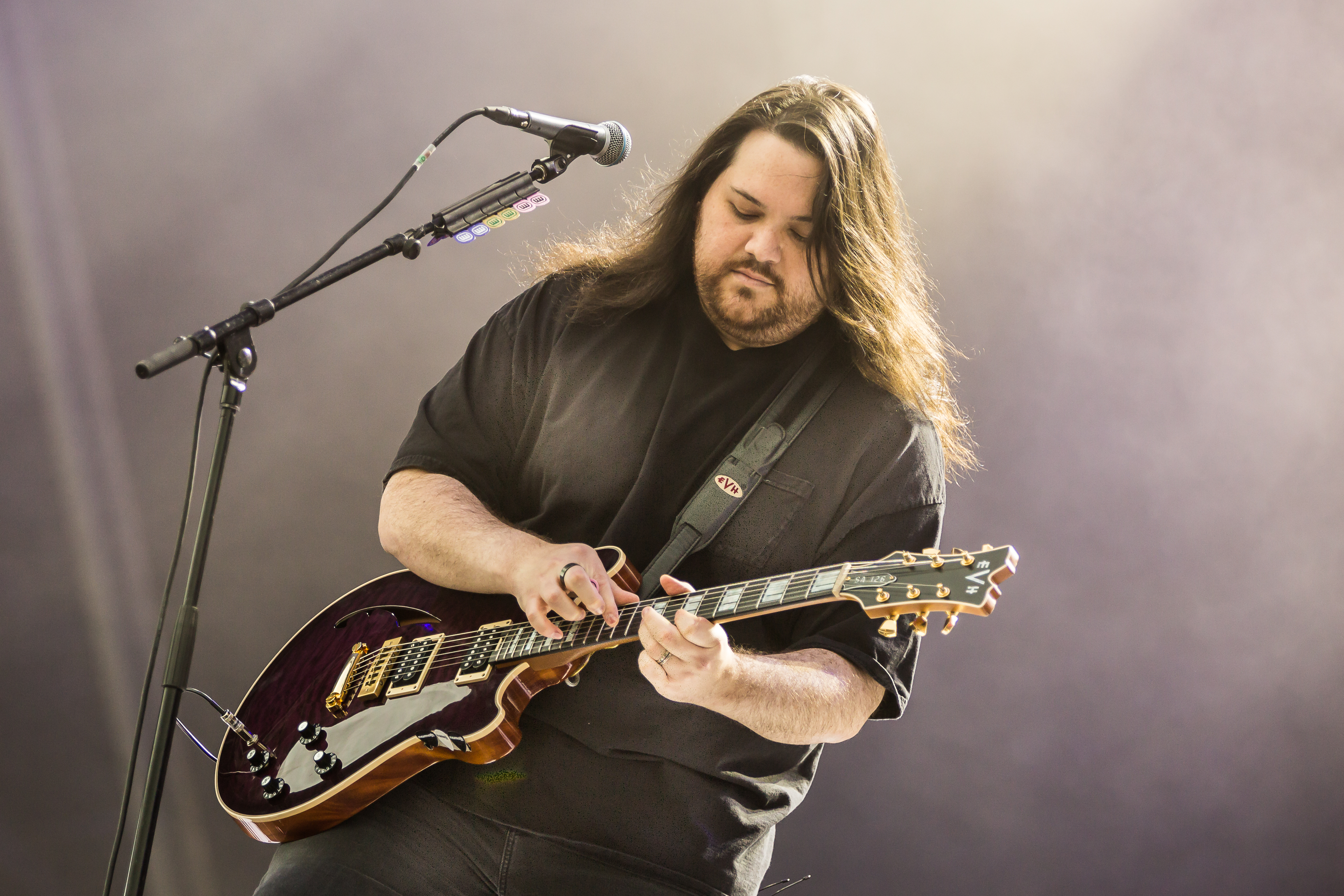
Wolfgang Van Halen 2024

Wolfgang William Van Halen (* 16. März 1991 in Santa Monica, Kalifornien) ist ein US-amerikanischer Musiker niederländischer Abstammung. Als Bassist war er Mitglied der Bands Van Halen und Tremonti. Unter dem Namen Mammoth ist er als Solomusiker unterwegs.

## Werdegang

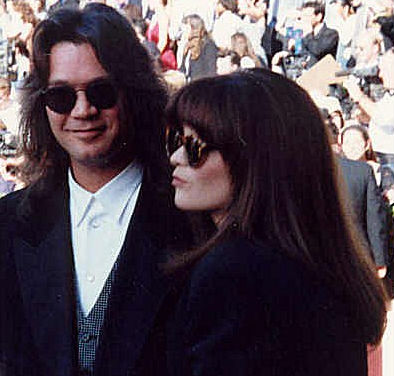
Seine Eltern Eddie Van Halen und Valerie Bertinelli (1991)

### Leben
Wolfgang Van Halen ist das einzige Kind aus der Ehe des Gitarristen Eddie Van Halen (1955–2020), Mitbegründer der Hard-Rock-Band Van Halen, mit der Schauspielerin Valerie Bertinelli, er ist zudem der Neffe des Schlagzeugers Alex Van Halen. Im Dezember 2007 ließen sich seine Eltern scheiden. Sein Vorname ist eine Hommage an den Komponisten Wolfgang Amadeus Mozart. Nach eigener Aussage wurde er in seiner Schulzeit wegen des Vornamens gehänselt und schikaniert. Im Juli 2022 verlobte sich Wolfgang Van Halen mit seiner längjährigen Freundin Andraia Allsop. Das Paar heiratete im Oktober 2023.
Eigenen Angaben nach wusste er in seiner Kindheit lange nicht, dass sein Vater ein berühmter Musiker ist. Dies sei ihm erst klar geworden, als er dessen Bild auf CDs entdeckte. Nachdem er bereits regelmäßig den Proben von Van Halen beigewohnt hatte, begann er im Alter von zehn Jahren von sich aus Musik zu machen und spielte zunächst auf einem Schlagzeug, das er zum zehnten Geburtstag von seinen Eltern geschenkt bekommen hatte. Später wechselte er zur Gitarre und dann zum Bass, um mit seinem Vater zu jammen. Außerdem spielt er ein wenig Keyboard. Eddie Van Halen bezeichnete seinen Sohn wegen dessen Bass-Spielweise gerne als „Rhythmusbassist“, eine Mischung aus Rhythmusgitarrist und Bassist. Seinen Vater beschrieb Wolfgang Van Halen wiederum als schrecklichen Gitarrenlehrer.

### Einflüsse
Als Haupteinflüsse nennt Wolfgang Van Halen die Bassisten Les Claypool von der Band Primus, Justin Chancellor von der Band Tool, Christopher Wolstenholme von der Band Muse, John Entwistle von der Band The Who und Jack Bruce von der Band Cream. Travis Barker von der Band Blink-182 ist ihm ein Vorbild als Schlagzeuger. Darüber hinaus nennt Wolfgang Van Halen Bands wie Alice in Chains, AC/DC, Blink-182, Jimmy Eat World, System of a Down die Foo Fighters und Nine Inch Nails als Einfluss. Den Foo-Fighters-Sänger Dave Grohl bezeichnete Wolfgang Van Halen als eine der größten Inspirationen für sein Soloprojekt, da Grohl das erste Album der Foo Fighters komplett selbst einspielte. Wolfgang Van Halen spielte das erste Album seines Soloprojekts ebenfalls alleine ein.

### Van Halen

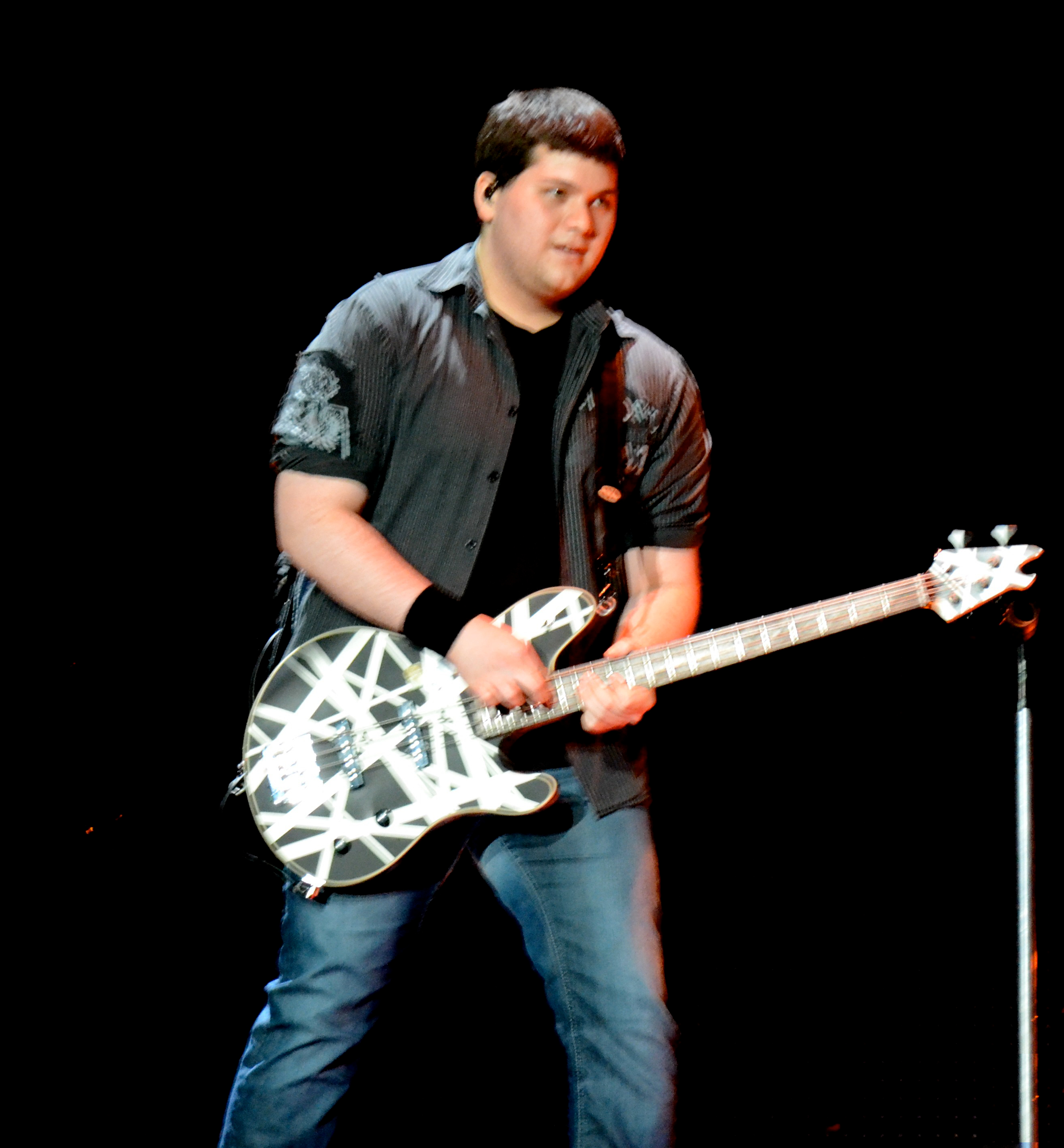
Wolfgang Van Halen 2012

Das im Geburtsjahr von Wolfgang Van Halen 1991 erschienene Studioalbum For Unlawful Carnal Knowledge enthielt das Instrumental 316, das Eddie Van Halen kurz vor der Geburt auf seiner Akustikgitarre schrieb. Der Titel des Liedes bezieht sich auf den Geburtstag von Wolfgang Van Halen, den 16. März. Im Jahre 2004 spielte Wolfgang Van Halen bei einzelnen Van-Halen-Konzerten mit seinem Vater das Lied. Zwei Jahre später stieg Michael Anthony als Bassist bei Van Halen aus und wurde durch Wolfgang Van Halen ersetzt. Seine erste Tournee mit Van Halen spielte er im Herbst 2007 anlässlich der Wiedervereinigung der Band mit dem Sänger David Lee Roth.
Nach weiteren Tourneen nahm er mit der Band das Album A Different Kind of Truth auf, welches im Jahre 2012 erschien und das letzte Studioalbum der Band war. Er ist ebenfalls auf dem drei Jahre später erschienenen Livealbum Tokyo Dome Live in Concert zu hören. Nach dem Tod seines Vaters wurde Wolfgang Van Halen gefragt, bei den Grammy Awards 2021 das Lied Eruption zu spielen. Er lehnte die Anfrage jedoch ab, weil sie ihm „wie eine unsensible Frage vorkam“ und es sich für ihn „nicht richtig anfühlte“.

### Tremonti
Ebenfalls 2012 schloss sich Wolfgang Van Halen als Bassist der Band Tremonti des Gitarristen Mark Tremonti (Creed, Alter Bridge) an. Zunächst löste er als Livemusiker Brian Marshall ab, der aus nicht genannten privaten Gründen nicht an einer geplanten Tournee teilnehmen konnte. Eher zufällig bekam Mark Tremonti mit, dass Wolfgang Van Halen in der Stadt war und rief ihn an. Er sagte sofort zu und lernte innerhalb von 24 Stunden das komplette Material der Band. Im Jahre 2013 wurde Wolfgang Van Halen dann festes Bandmitglied. Mit Tremonti veröffentlichte Wolfgang Van Halen in den Jahren 2015 und 2016 die Studioalben Cauterize und Dust. Da Wolfgang Van Halen mit seiner Stammband Van Halen auf Tournee war, wurde er durch Tanner Keegan vertreten. Keegan wurde später festes Bandmitglied.

### Mammoth (WVH)

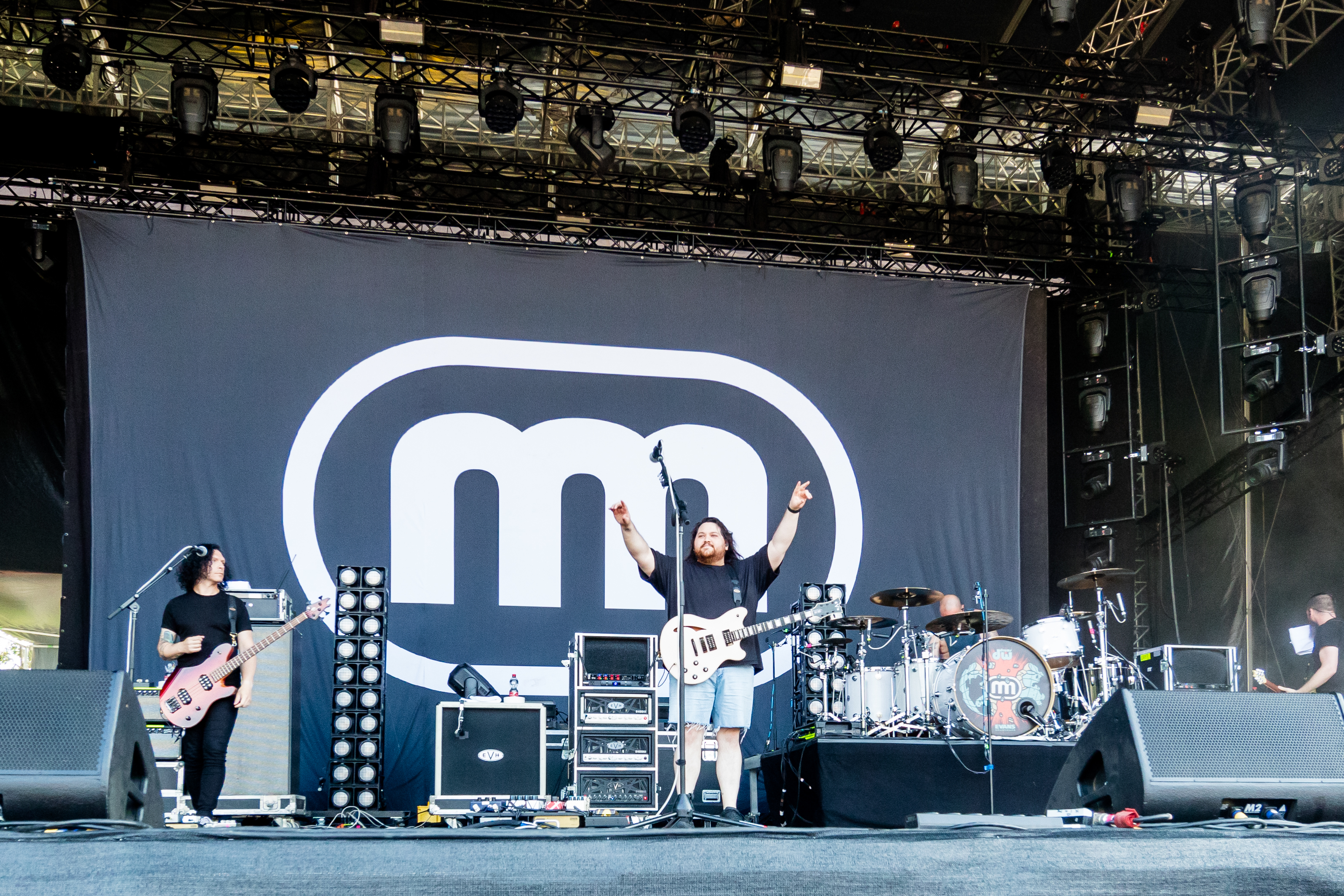
Mammoth WVH live 2023

Bereits seit 2013 arbeitete Wolfgang Van Halen an einem Soloalbum, wobei er die Arbeiten nach Bekanntwerden der Krebserkrankung seines Vaters unterbrochen hat. Das Solowerk erscheint unter dem Namen Mammoth WVH, der eine Reverenz an seine alte Band Van Halen ist, die sich ursprünglich Mammoth nannte. Er holte sich von seinem Vater die Erlaubnis, den Namen zu verwenden. Wolfgang Van Halen spielte sämtliche Instrumente selber ein und übernahm den kompletten Gesang. Das von Michael Baskette produzierte und selbstbetitelte Debütalbum wurde am 11. Juni 2021 veröffentlicht und erreichte Platz zwölf der US-amerikanischen Albumcharts. Als Livemusiker konnte Wolfgang Van Halen den Gitarristen Frank Sidoris (Slash, The Cab), den Bassisten Ronnie Ficarro (ex-Falling in Reverse) und den Schlagzeuger Garrett Whitlock (Tremonti, ex-Submersed) verpflichten. Für das Lied Distance wurden Mammoth WVH bei den Grammy Awards 2022 in der Kategorie Best Rock Song nominiert. Am 4. August 2023 folgte das zweite Studioalbum Mammoth WVH, welches bei BMG erschien und sich auch außerhalb der Vereinigten Staaten in den Charts platzieren konnte, unter anderem auf Platz vier in der Schweiz. Im Mai 2025 strich Wolfgang Van Halen seine Initialen aus dem Bandnamen.

### Weitere Projekte
Am 4. Januar 2011 trat Wolfgang Van Halen bei einem Konzert der Band Alter Bridge in Hollywood auf und spielte bei dem Lied One Day Remains das Schlagzeug. Im Jahre 2020 spielte Wolfgang Van Halen auf dem Soloalbum God Bless the Renegades des Sevendust-Gitarristen Clint Lowery. Dabei spielte er bei jedem Lied Schlagzeug und zusätzlich bei vier Liedern den Bass ein. Am 3. und 27. September 2022 nahm Wolfgang Van Halen an den Tribute-Konzerten für den verstorbenen Foo-Fighters-Schlagzeuger Taylor Hawkins teil. Dabei spielte Wolfgang Van Halen mit Hot for Teacher, Panama und On Fire ausnahmsweise drei Lieder von Van Halen, weil es für ihn „der einzige richtige Moment gewesen wäre, dies zu tun“. Mit seinem Projekt Mammoth WVH spielt er keine Lieder von Van Halen. Dies wäre so, als wenn man zu einem Konzert der Foo Fighters ginge und „nachher enttäuscht wäre, dass keine Lieder von Nirvana gespielt wurden“.
Wolfgang Van Halen spielte zusammen mit Slash von der Band Guns n’ Roses und Josh Freese von den Foo Fighters das Lied I’m Just Ken für den Soundtrack des Films Barbie ein. Der Titel wurde vom Hauptdarsteller Ryan Gosling eingesungen. I’m Just Ken wurde bei den Critics’ Choice Movie Awards 2024 in der Kategorie Bestes Lied ausgezeichnet und bei der Oscarverleihung 2024 in der Kategorie Bester Song und bei den Grammy Awards 2024 in der Kategorie Best Song Written for Visual Media nominiert.
Am 19. Oktober 2024 nahm Wolfgang Van Halen an der Einführungszeremonie von Ozzy Osbourne in die Rock and Roll Hall of Fame teil. Dabei spielte er an der Seite des Tool-Sängers Maynard James Keenan, dem Metallica-Bassisten Robert Trujillo und dem Schlagzeuger Chad Smith von den Red Hot Chili Peppers das Lied Crazy Train. Darüber hinaus wurde Wolfgang Van Halen als Teilnehmer am Abschiedskonzert von Black Sabbath am 5. Juli 2025 in Birmingham angekündigt.

## Diskografie
| Solo mit Van Halen - 2012: A Different Kind of Truth - 2015: Tokyo Dome Live in Concert | mit Tremonti - 2015: Cauterize - 2016: Dust | mit Clint Lowery - 2020: God Bless the Renegades |